# Ocnogyna rothschildi
Ocnogyna rothschildi là một loài bướm đêm thuộc phân họ Arctiinae, họ Erebidae.